# Tricimba
Tricimba là một chi ruồi trong họ Chloropidae.

## Các loài
Có 7 loài được mô tả trong chi Tricimba.
- Tricimba brunnicollis (Becker, 1912)
- Tricimba cincta (Meigen, 1830)
- Tricimba lineella (Fallen, 1820)
- Tricimba melancholica (Becker, 1912)
- Tricimba occidentalis Sabrosky, 1938
- Tricimba spinigera Malloch, 1913
- Tricimba trisculcata (Adams, 1905)